# Allium caesium
Allium caesium — вид рослин з родини амарилісових (Amaryllidaceae); поширений у центральній Азії.

## Опис
Цибулина поодинока, яйцювато-куляста, діаметром 1–1.5 см, із сірувато-коричневими або фіолетовими цибулинками в основі; оболонка сіра. Листків 2 або 3, трохи коротші до трохи довші від стеблини, 1–3 мм завширшки, півциліндричні, зверху жолобчасті, шершаво-дрібнозубчасті, рідко майже гладкі. Стеблина 15–65 см, шершаво-дрібнозубчаста, рідко майже гладка, вкрита листовими піхвами на 1/4–1/2 довжини. Зонтик від півсферичного до кулястого, густо багатоквітковий, іноді з кількома цибулинками. Оцвітина лазурова, рідко біла; сегменти з більш темною серединною жилкою, від довгастих до довгасто-ланцетоподібних, рівні, 4–6 мм, верхівка майже тупа; внутрішні трохи ширші, ніж зовнішні. 2n = 16, 32. Період цвітіння й плодоношення: травень — червень.

## Поширення
Поширення: Казахстан, Киргизстан, Таджикистан, Узбекистан, Китай — північний і західний Сіньцзян.
Населяє пустелі, сухі пасовища.